# Pablo Parra
Pablo Alejandro Parra Rubilar (ur. 23 lipca 1994 w Chillán) – chilijski piłkarz występujący na pozycji skrzydłowego lub ofensywnego pomocnika, reprezentant Chile, od 2023 roku zawodnik Colo-Colo.